# Yuchoulepis
Yuchoulepis è un genere di pesci ossei estinti, appartenente agli pticolepiformi. Visse nel Giurassico medio (circa 270 - 265 milioni di anni fa) e i suoi resti fossili sono stati ritrovati in Cina.

## Descrizione
Questo pesce, lungo circa 15 centimetri, possedeva un corpo fusiforme e allungato, e una piccola testa. Il suspensorium era quasi verticale. L'opercolo era quasi profondo quanto ampio, ed era quasi quadrangolare. L'interopercolo non era presente. Il primo raggio branchiostegale era triangolare. Le pinne pettorali e pelviche erano ben sviluppate, e i lepidotrichi di queste ultime erano molto ravvicinati e completamente segmentati. Le pinne dorsale e anale erano triangolari; la pinna anale era piuttosto grande e con una base relativamente lunga. I fulcri erano presenti su tutte le pinne. Erano presenti scaglie alte lungo il margine dorsale del peduncolo caudale. Le scaglie erano spesse e si sovrapponevano profondamente; l'articolazione delle scaglie era "a giunto a sfera". Le scaglie erano ricoperte da uno strato esterno di ganoina, ornamentato da solchi longitudinali profondi. Quasi tutte le scaglie erano molto più lunghe che alte. Il margine posteriore delle scaglie dei fianchi era frastagliato.

## Classificazione
Il genere Yuchoulepis venne descritto per la prima volta nel 1974, sulla base di resti fossili ritrovati nella provincia di Sichuan in Cina, in varie località (Chungking, Fen-tu, Luchow, Yauchih, Chanshow) risalenti al Giurassico medio. La specie tipo è Yuchoulepis szechuanensis, ma nel 1993 è stata descritta anche la specie Y. gansuensis, proveniente dal Gansu. 
Yuchoulepis è un rappresentante degli pticolepiformi, un gruppo di pesci ossei appartenenti ai condrostei. Yuchoulepis, in particolare, era strettamente imparentato con il genere eponimo Ptycholepis.

## Paleoecologia
Yuchoulepis era un pesce che viveva in ambienti di acqua dolce.